# Paul Preuss (klimmer)

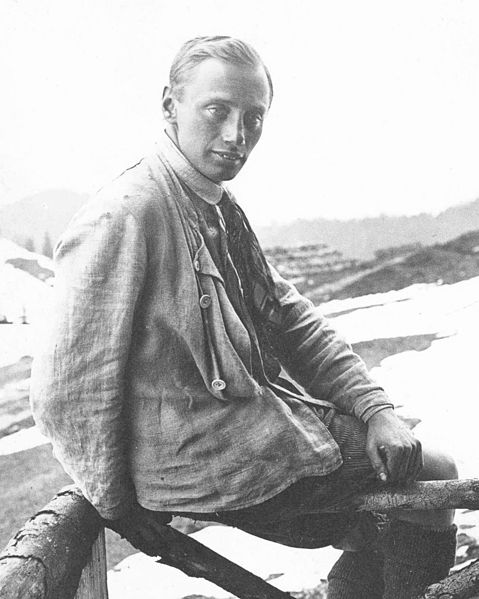
Paul Preuss

Paul Preuss (Altaussee, 1886 - 1913) was een Oostenrijkse klimmer die bekendheid verwierf door een aantal gedurfde vrije en solobeklimmingen van moeilijke rotsformaties. Het is vooral zijn stijl en klimethiek die Preuss ook nu nog bekend maakt in vooral de oostelijke Alpen, waar hij zijn grootste successen behaalde. Hij wordt door Reinhold Messner als groot voorbeeld aangehaald.

## Biografie
Preuss werd geboren in een Joodse familie en bekeerde zich in 1909 tot het protestants christendom. Hij studeerde biologie in Wenen en in Munchen en doctoreerde in de plantenfysiologie.

## Klimmer
Als jongen werd Preuss aangetrokken door een beklimming op de Trisselwand, nabij Aussee. Na de route wekenlang bestudeerd te hebben, beklom hij hem solo: zijn eerste avontuur in de bergen.
Hij volbracht meer dan 1200 beklimmingen in de oostelijke Alpen waaronder een solobeklimming van de westwand van de Totenkirchl in de Wilder Kaiser, de noordoostwand van de Crozzen di Brenta en een traverse van de Kleine Zinne, daarbij alle vier de routes beklimmend die er op dat moment bestonden in de tijdspanne van één dag. In het bekende massief van de Drei Zinnen in de Dolomieten is de populaire top de Preussturm naar hem vernoemd.

Vanaf de zomers van 1912-1913 maakte hij ook beklimmingen in de westelijke Alpen. Onder leiding van de Engelse ijsklimmer Oscar Eckenstein leerde hij de kunst van het klimmen op sneeuw en ijs, waarna hij onder andere de Brenva-flank van de Mont Blanc beklom en de traverse van de Grandes Jorasses via de Hirondelles-graat.

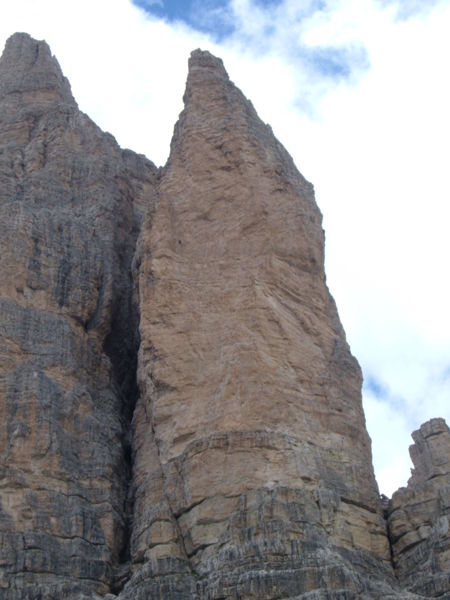
Preussturm

Een jaar voor zijn dood publiceerde Preuss verschillende artikels waarin hij zijn uitzonderlijke klimethiek verklaarde. In een tijd waar moeilijkheden vaak enkel door middel van artificieel klimmen overkomen konden worden, verklaarde Preuss dat dit niet "echt" klimmen was. In zijn filosofie was er pas sprake van een beklimming als er geen haken werden gebruikt en enkel de kunde en ervaring van de klimmer de route tot een goed einde brachten. Haken mochten enkel gebruikt worden als er zich plotseling een gevaarlijke situatie voordeed. Tijdgenoten als Hans Dülfer vonden dat het gebruik van haken was toegelaten indien het de mogelijkheid gaf om routes te volbrengen die anders onbeklimbaar zouden blijven, een filosofie die na de Eerste Wereldoorlog door de meeste klimmers werd aanvaard.
Preuss - klimmend op vlastouw en lederen schoenen - was zijn tijd ver vooruit, maar helaas overleefde Preuss zijn eigen puristische ideeën niet erg lang.  Een val van 300 meter in oktober 1913 tijdens een solobeklimming op de noordkant van de Mandlwand maakte een einde aan het korte leven van deze uitzonderlijke klimmer.